# Lars Burman (skådespelare)
Lars Halfdan Gideon Burman, född 28 april 1924 i Bromma, död 30 oktober 1970 i Wicklow på Irland, var en svensk filmproducent, produktionsledare och skådespelare.
Lars Burman startade Metronome Records AB tillsammans med sin lillebror Anders Burman och Börje Ekberg. Burman bildade sedermera Metronome Studios i Stocksund och bedrev där filmproduktion i flera år. Det sista fem åren bodde han i Wicklow på Irland där han tillsammans med hustrun Ann innehaft en ljusfabrik.

## Filmografi

### Producent
- 1954 – Farlig frihet
- 1954 – Simon syndaren
- 1955 – Far och flyg
- 1955 – Paradiset
- 1956 – Flamman
- 1957 – Aldrig i livet

### Filmmusik
- 1956 – Flamman

### Roller i urval
- 1952 – Drömsemester
- 1953 – Marianne
- 1954 – Aldrig med min kofot eller Drömtjuven
- 1954 – Farlig frihet
- 1954 – Som i drömmar
- 1955 – Paradiset
- 1956 – Flamman
- 1957 – Aldrig i livet